# SS Robin (piroscafo)
Il Robin è un piroscafo a vapore di piccolo cabotaggio da 350 tonnellate appartenente alla classe destinata al trasporto di carichi alla rinfusa e merci varie in acque costiere. Esso ne costituisce il più antico esemplare completo esistente al mondo. Assieme alla pari classe costruita nel 1890 a Bow Creek, Londra, la nave è stata commissionata da armatori inglesi anche se trascorse la maggior parte della sua vita operativa in acque spagnole sotto il nome di Maria.
Nel 1974 è stato acquistato in previsione del restauro come Robin ed iscritto nella Flotta storica nazionale del Regno Unito come Nave storica nazionale, l'equivalente nautico di un Monumento classificato.
Nel 2014 è ormeggiata al Royal Docks, nella zona est di Londra ed è attualmente una nave museo e centro culturale ed educativo.

## Caratteristiche
Al momento del varo, il piroscafo Robin misurava 143 piedi (44 metri) di lunghezza, 23 piedi (7 metri) di larghezza ed aveva un pescaggio di 12,2 piedi (3,7 m). Stazzava 336 tonnellate, con una capacità di carico di circa 450 tonnellate.
L'apparato motore era costituito da una macchina a vapore a triplice espansione, capace di sviluppare una potenza nominale di 152 cavalli (113 kW), costruita nel 1890 dai fratelli Gourlay di Dundee, in Scozia. La velocità massima era di 9 nodi (17 km/h; 10 mph).
Nel registro dei Lloyds viene descritta come una “goletta a tre alberi con uno scafo in acciaio, dotato di eliche” il che indica come fosse originariamente provvista di attrezzature veliche.

## Storia
L'armatore londinese Robert Thomson ordinò la Robin al cantiere Mackenzie, MacAlpine & Co, Orchard House Yard, Hercules Wharf, Blackwall, Londra, situato a Bow Creek, alla foce del fiume Lea, dove venne varata 16 settembre 1890. Tuttavia, tanto essa che la gemella Rook vennero completate dallo stesso Thomson per ragioni che restano ignote.
Dopo l'allestimento all' East India Dock, la Robin venne rimorchiata a Dundee dove la ditta Gourlay Brothers & Co provvide ad installare l'apparato motore, la caldaia e gli impianti ausiliari. Una volta completati i lavori venne registrata a Londra con la matricola 98185, a nome di Arthur Ponsonby di Newport, allora nel Monmouthshire.

### 1890 - 1900
Il 20 dicembre 1890, la Robin iniziò la propria carriera nelle acque costiere inglesi partendo da Liverpool con un equipaggio di 12 persone che sottoscrissero il contratto di ingaggio per il viaggio inaugurale. In quanto piroscafo di piccolo cabotaggio, le disposizioni dell'Home Trade avrebbero circoscritto il suo raggio di azione grossomodo dall'Elba a Brest. Ciononostante, nel primo viaggio si spinse 400 miglia (640 km) oltre tale limite raggiungendo Bayonne. Prima che la nave potesse rientrare a Swansea il 10 gennaio, gli armatori dovettero infatti rimpiazzare il primo ufficiale con un altro che possedesse la corretta abilitazione. Il secondo viaggio ebbe inizio sempre da Swansea il 14 gennaio 1891, con scali a Rouen, Northfleet on the River Thames, Eastham e Garston on the River Mersey, Plymouth, Deauville, Guernsey, Londra, Rochester, Newport, Swansea, Cherbourg arrivando infine a Northfleet il 5 aprile 1891. Ciò ben rappresenta la sua attività sotto la bandiera mercantile inglese trasportando carichi alla rinfusa di grano, minerale di ferro, acciaio in rottami, puntelli da miniera, argilla per ceramica, acciaio per uso ferroviario, come pure merci varie sotto forma di fusti e balle (ad esempio barili d'aringhe) e persino blocchi di granito per il Canale di Caledonia. Nel 1892 la Robin venne venduta ad Andrew Forrester Blackater di Glasgow, dove venne reimmatricolata.

### 1900 - 1974
Nel 1900 la Robin fu venduta e ribattezzata Maria; per i successivi 74 anni ebbe tre differenti armatori spagnoli.
Dal 1900 al 1913 fu di proprietà di Blanco Hermanos y Compañía di Bilbao.
Dal 1913 al 1965 fu di proprietà di Hijos de Ángel Pérez y Compañía di Santander. Durante la prima guerra mondiale trasportò brame di ferro per conto del governo francese da una fonderia di Santiago verso i porti di Bayonne e Burdeos, scortata da due cacciatorpediniere per proteggerla dagli U-boat tedeschi. Dal 1935 al 1939 (guerra civile spagnola) la Robin rimase in disarmo a San Esteban de Pravia. Dal 1965 al 1974 fu di proprietà di Eduardo de la Sota Poveda di Bilbao. Fu attiva nelle acque di Bilbao e lungo la costa settentrionale della Spagna fino al 1974, come carboniera per il rifornimento di piroscafi di linea.
Fino al 1965, la Maria rimase immutata dal punto di vista strutturale. Nel 1966 fu estesamente trasformata con l'eliminazione del ponte “a dorso di balena” e dell'albero di mezzana, l'accorciamento dell'albero di trinchetto e del fumaiolo come pure l'allungamento del castello di prua. L'alimentazione delle caldaie passò da carbone a nafta. Terminati i lavori, riprese l'attività. [6]

### 1974 - 2002
La Maria venne individuata dal Maritime Trust nel 1972 e a seguito di un'ispezione ne fu deciso il restauro. Venne così acquistata nel maggio 1974, quando ormai stava per essere venduta a demolitori spagnoli. Nel giugno 1974 ritornò ai St Katharine Docks con le proprie macchine e venne ribattezzata Robin. Fu restaurata al prezzo di 250.000 sterline, con la maggior parte del lavoro svolto nel 1974-75 al cantiere navale Doust & Co di Rochester, nel Kent. Successivamente passò all'ormeggio ai St Katharine Docks. Nel 1991 venne quindi spostata ad un nuovo ormeggio ai West India Quay dove tuttavia cadde vittima dell'incuria.
Nel 2000 David e Nishani Kampfner erano alla ricerca di uno spazio dalle caratteristiche eccezionali da trasformare in un centro per l'innovazione e la cultura e acquistarono la Robin per una sterlina. Nel 2002 venne fondato l'SS Robin Trust con l'obiettivo di sensibilizzare il grande pubblico sull'importanza della nave. Con l'aiuto di numerosi volontari, cominciò il restauro del piroscafo.

### 2002 - 2008
Crossrail concesse all'SS Robin Trust un prestito di 1.9 milioni di sterline per consentire il trasferimento della nave in bacino, così da consentire l'inizio del restauro. Prima che fosse in condizione di essere spostata, alberi, fumaiolo, scialuppe e relativi paranchi vennero smontati e rimossi a cura della Cutty Sark Enterprises [10]. Venne quindi rimorchiata dal West India Quay, attraverso le chiuse del Canary Wharf, fino al South Quay dove trovò ormeggio temporaneo. Nello stesso periodo fu istituito l'Heritage Lottery Fund e l'SS Robin Trust ricevette un contributo di poco meno di un milione di sterline.

### 2008 - 2010
Nel giugno 2008, la Robin intraprese il primo viaggio per mare in 35 anni, da South Quay a Lowestoft, per il restauro strutturale. Esso avrebbe dovuto impiegare, nei limiti del possibile, le medesime tecniche di quando venne costruita nel 1890, così da preservare la tecnologia vittoriana[6]. Una volta giunta a Lowestoft, un'ispezione in dettaglio rivelò che dopo 118 anni era ormai da considerarsi strutturalmente troppo fragile per galleggiare ancora. Una stima iniziale stabilì che la Robin avrebbe richiesto la sostituzione del 40% dell'acciaio, ma dopo un esame fu evidente che le parti da ricostruire sarebbero state l'80%, da cui la compromissione del suo valore storico. Questi risultati spinsero l'SS Robin Trust ad individuare un approccio meno distruttivo per la conservazione della Robin. Fu ben presto chiaro che un pontone sarebbe stato il metodo più innovativo e rispettoso, poiché avrebbe consentito non solo di mantenerla galleggiante ma anche di consentirne la conservazione e permettere l'osservazione diretta da parte dei visitatori dell'originale struttura rivettata [6]. Questa soluzione avrebbe anche consentito di ricavare una notevole quantità di spazio extra. Nel 2010, la Robin venne sollevata da due gru e adagiata sul suo nuovo pontone. [11] Quindi fu rimorchiata a Tilbury [12], dove restò ormeggiata per circa un anno.

### 2010 - ad oggi
Dopo tre anni di lavori a Tilbury, la Robin ritornò nel luglio 2011 ad East London, dove fu originariamente costruita, per ulteriori restauri agli interni in preparazione dell'apertura come nave museo SS Robin e centro culturale ai Royal Victoria Dock nel borgo londinese di Newham, durante il 2014. Il tutto grazie ad un contributo di poco oltre 950,000 sterline da parte dell'Heritage Lottery Fund. [13][14][15] Da allora è stata successivamente spostata alla banchina dei Millennium Mills, dov'è temporaneamente ormeggiata durante gli attuali interventi di restauro e di adattamento prima di riaprire al pubblico, all'estremità occidentale del Royal Victoria Dock, vicino alla funivia della Emirates Air Line, nel 2015.

## Centro culturale
Nel 2002, David e Nishani Kampfner acquistarono la Robin e fondarono l' SS Robin Trust, un'organizzazione di beneficenza con sua altezza reale il Principe Filippo in qualità di membro onorario; il parlamentare Jim Fitzpatrick e l'annunciatore di Chanel 4 Jon Snow come padrini.[6] Il Trust convertì la nave in centro culturale e galleria fotografica; in questa operazione di restauro, gli alberi originali, le strutture, gli impianti e le macchine originali vennero preservati e restaurati da una squadra di volontari. Dal 2003 è stata in attività centro culturale e galleria per il fotogiornalismo, con un vasto programma di mostre, conferenze seminari organizzati con lo scopo di mettere in relazione diverse comunità e di interagire con scuole ed imprese locali. La galleria, che è dotata di un'aula polifunzionale e di uno spazio espositivo, è stata ricavata nella stiva originale.